# Gratis
Gratis is een term uit het Latijn en wordt gebruikt in diverse Romaanse en Germaanse talen (zoals Nederlands, Afrikaans, Deens, Duits, Engels, Frans, Noors, Portugees, Spaans, Zweeds, Italiaans, Pools) in de betekenis van 'geen tegenprestatie vereist' (ergens niet voor hoeven te betalen).
In een commerciële context zijn er vaak beperkingen, zoals:
- 'gratis' bij aankoop van iets anders, zoals een gratis cd bij een pak ontbijtgranen of gratis telefoon bij een telefoonabonnement[1]
- 'gratis' bij aankoop van meer van hetzelfde, zoals gratis 25% extra
- een beperkte hoeveelheid per persoon.

## Trivia
- In 1966 smeedde Robert Heinlein het begrip There Ain't No Such Thing As A Free Lunch, wat wil zeggen dat er voor gratis zaken achteraf betaald zal moeten worden.